# Sursaut gamma
Ne pas confondre avec sursauteur gamma mou, phénomène moins énergétique mais récurrent.
Pour les articles homonymes, voir SRG (homonymie) et GRB.

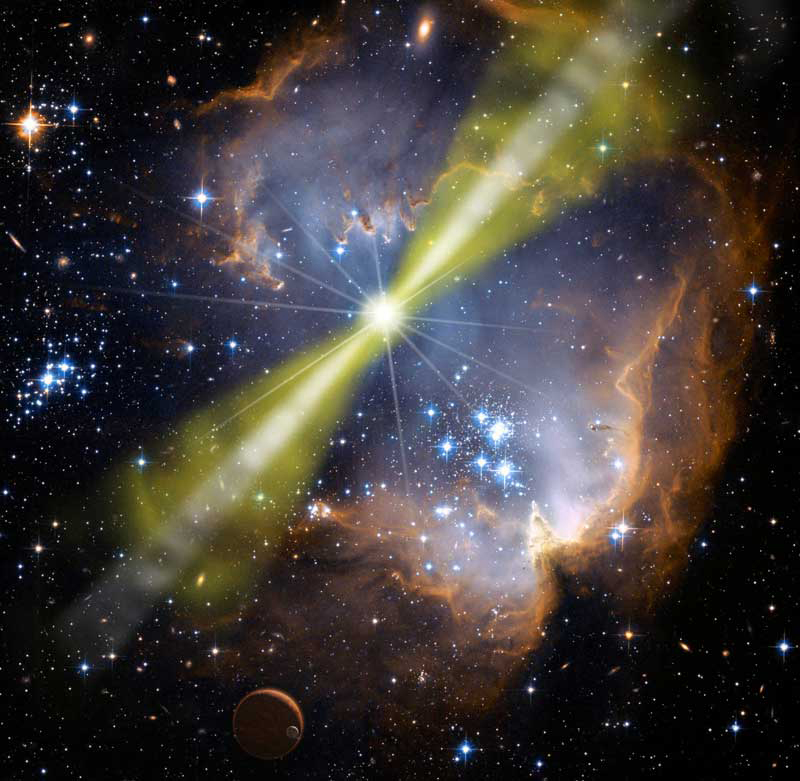
Sursaut gamma (vue d'artiste).

Un sursaut gamma ou sursaut de rayons gamma (SRG ; en anglais gamma-ray bursts, abrégé en GRB ; quelquefois traduit par « explosion de rayons gamma ») est en astronomie une bouffée de photons gamma qui apparaît de manière aléatoire dans le ciel. Il est caractérisé par sa brièveté (de quelques secondes à quelques minutes) et par la forme particulière de la courbe de lumière. Il est prolongé par des émissions rémanentes, à des longueurs d'onde plus grandes, qui peuvent durer jusqu'à plusieurs mois en s'affaiblissant progressivement.
Ce phénomène déclenche l'émission d'un faisceau étroit et symétrique de matière atteignant des vitesses relativistes. Les sursauts gamma, observés au rythme moyen d'un par jour, ont leurs sources dans d'autres galaxies que la nôtre, et semblent représenter les événements les plus lumineux de l'Univers, après le Big Bang. Ils ont été découverts accidentellement en 1967 et ne commencent à être expliqués qu'au milieu des années 1990. En avril 2023, le nombre de sursauts détectés depuis 1967 dépasse 10 000.
La théorie dominante est que le sursaut gamma est dû soit à des supernovas/hypernovas : effondrement gravitationnel d'une étoile géante, aboutissant à la formation d'un trou noir ou d'une étoile à neutrons (sursauts longs), soit à des kilonovas : fusion de deux étoiles à neutrons formant initialement un système binaire (sursauts courts). Le sursaut GRB 211211A questionne cependant la théorie car il a été de longue durée mais a présenté le spectre électromagnétique d'un sursaut court.

## Historique

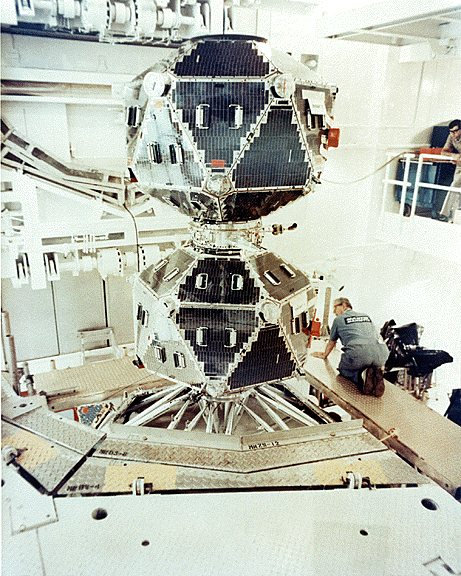
Satellites Vela 5A et B lancés en 1969.

Les manifestations des sursauts gamma, un rayonnement électromagnétique gamma à la fois puissant et bref, apparaissant pour nous sur la voute céleste de manière totalement aléatoire, sont découvertes en 1967 par les premiers satellites artificiels équipés de détecteurs gamma. En raison de la brièveté du rayonnement gamma, et des capacités réduites des détecteurs gamma de l'époque, l'origine du phénomène reste longtemps l'objet de spéculations. Ce n'est qu'au milieu des années 1990, grâce aux instruments des observatoires spatiaux  CGRO et Beppo-SAX, que leur origine est localisée à l'extérieur de la Voie lactée, et que le sursaut gamma peut être associé dans la majorité des cas à la mort de certaines étoiles géantes, lors de leur transformation en hypernova.

### Découverte des sursauts gamma par les satellites Vela (1967-1973)
Les sursauts gamma sont découverts accidentellement en juillet 1967 par deux satellites américains Vela chargés de contrôler l’application du traité portant sur l’interdiction des tests atomiques atmosphériques en détectant d'éventuelles explosions atomiques. Pour identifier celles-ci, ces satellites disposent de détecteurs de rayons X et de rayons gamma. Les exemplaires de la première version, Vela 1, de cette famille de satellites sont lancés en 1963, mais ils disposent d'une instrumentation peu sensible. Un des problèmes rencontrés par les concepteurs de ces engins est que les détecteurs pouvaient réagir à des particules issues de sources déjà connues (rayonnement cosmique émis par le Soleil, rayonnement émis par une supernova...). En juillet 1967, un signal de quelques secondes présentant un double pic atypique est perçu simultanément par les détecteurs de deux satellites Vela 4. Les ingénieurs du Laboratoire national de Los Alamos dirigés par Ray Klebesadel (en), qui analysent les données fournies par les satellites Vela, recherchent une explication, mais aucune tempête solaire ni supernova n'est en cours à cette date. L'équipe du laboratoire a conscience qu'il s'agit d'un phénomène inexplicable, mais, dans la mesure où les détecteurs ne fournissent ni la localisation de la source, ni la distance de celle-ci, ils reportent une analyse plus poussée à la mise en service de détecteurs de meilleure qualité embarqués sur les générations suivantes des satellites Vela. Celles-ci sont déployées en orbite entre 1969 (Vela 5) et 1970 (Vela 6). Après un délai dû à une mise au point de ces nouveaux engins spatiaux plus complexe que prévu, les données fournies par les nouveaux détecteurs sont dépouillées. En comparant l'heure précise de détection des sursauts gamma par les différents satellites, les ingénieurs parviennent par triangulation à identifier et situer de manière assez précise la source de 16 signaux gamma présentant les mêmes caractéristiques atypiques (brièveté, intensité et courbe de lumière), ce qui leur permet d'éliminer les sources de rayonnement connues à cette époque (Supernova, Terre, Lune, Soleil). Les données, qui étaient couvertes par le secret militaire du fait de la nature du programme Vela, sont déclassifiées en 1973 et la découverte des signaux mystérieux est rendue publique  dans un article rédigé par l'équipe de Los Alamos et publié dans le journal Astrophysical Journal. Le nouveau phénomène est baptisé sursaut gamma ou GRB (« Gamma Ray Burst »).

Vela
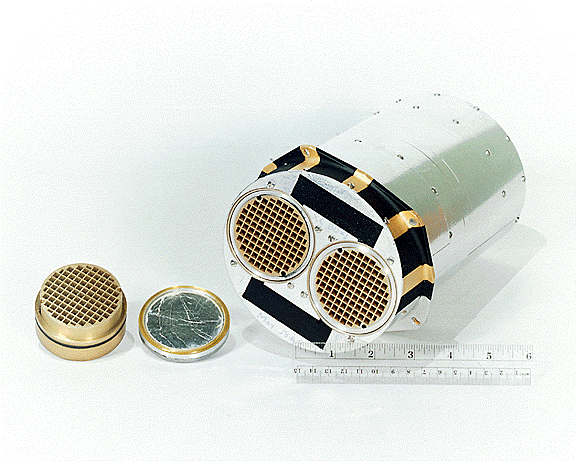
Détecteur d'un satellite Vela 5B.
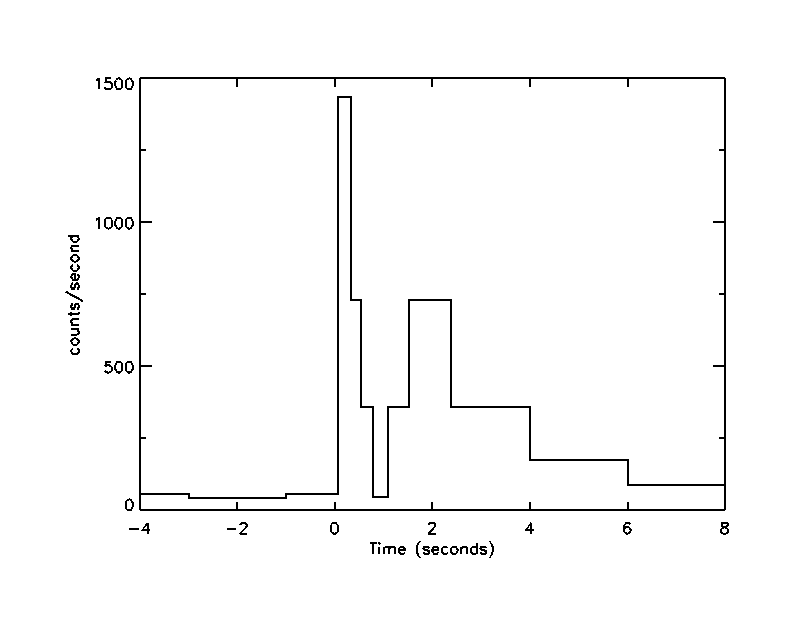
Le premier signal d'un sursaut gamma enregistré le 2 juillet 1967 par un instrument embarqué sur un satellite Vela 4.

### Création de l'Interplanetary Network (1978)

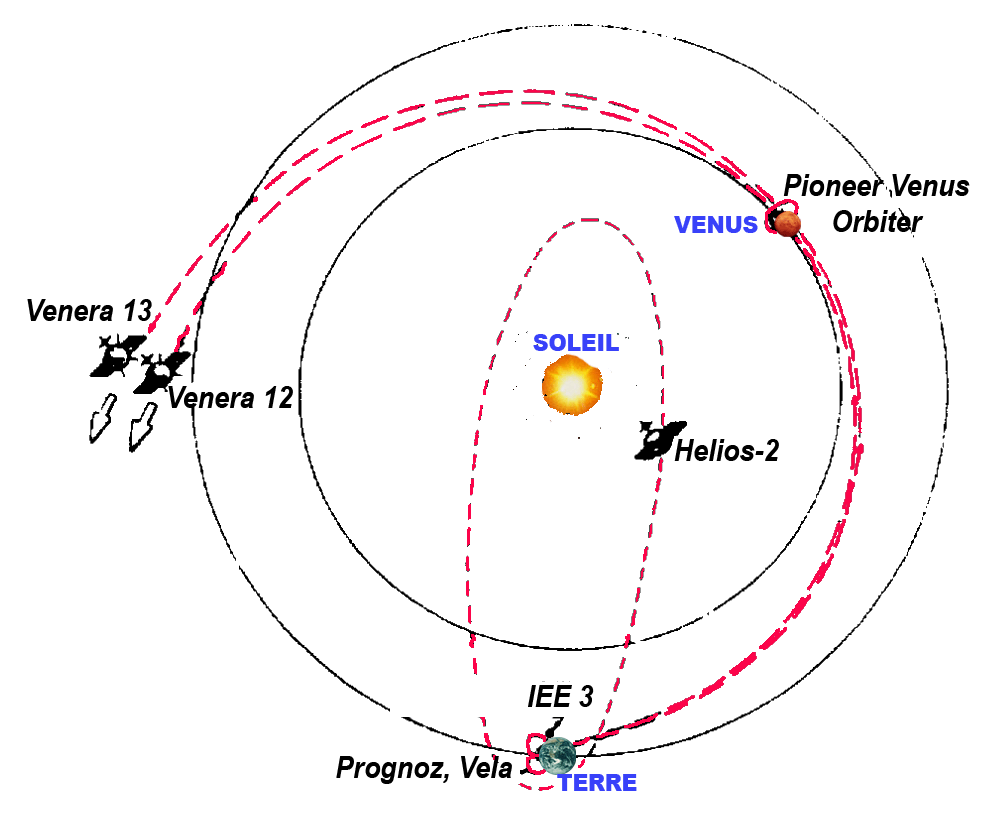
Le premier réseau en (IPN) mis en place à compter de 1978 comprend des détecteurs installés sur plusieurs engins spatiaux choisis parce que la distance entre eux rend un repérage des sursauts gamma par triangulation efficace.

Jusqu'en 1991, très peu de progrès dans l'explication du phénomène sont réalisés, car l'observation des rayons gamma d'origine galactique ou extra-galactique présente de nombreuses difficultés. Une observation précise depuis la Terre n'est pas possible, car les photons gamma interagissent avec les atomes de l'atmosphère terrestre et se transforment en produisant des cascades électromagnétiques. L'observation depuis l'espace se heurte au très grand pouvoir de pénétration dans la matière des photons gamma très énergétiques, ce qui empêche leur détection à l'aide d'instruments optiques conventionnels. Les détecteurs de rayons gamma disponibles à l'époque sont rudimentaires. Or le positionnement précis de la source dans le ciel est crucial pour pouvoir lui associer un objet céleste (étoile, galaxie, etc.) observable, par exemple, en lumière visible ou dans le rayonnement X, ce qui permettrait d'expliquer et d'étudier ce phénomène. Par ailleurs, compte tenu de la durée très brève du rayonnement gamma (quelques minutes au plus), la rapidité des recherches avec une instrumentation classique est sans doute essentielle pour découvrir sa source
Faute de disposer de détecteurs capables de fournir la position précise des sursauts gamma, la communauté astronomique met en place en 1978 le Réseau Interplanétaire — Interplanetary Network (IPN) — chargé de centraliser les données collectées par les engins spatiaux équipés de détecteurs de rayons gamma et X durs. L'enregistrement de l'heure précise d'arrivée du rayonnement gamma au niveau de chaque instrument permet par triangulation de déterminer la position de la source à quelques minutes d'arc près. La précision est d'autant meilleure que les engins sont distants les uns des autres, aussi les sondes spatiales explorant le système solaire sont particulièrement impliquées. Les premières missions de l'IPN sont la sonde solaire Helios 2, les missions vénusiennes Pioneer Venus Orbiter, Venera 11 et Venera 12, et deux engins orbitant autour de la Terre Prognoz 7 et  ISEE-3,. L'IPN permet d'identifier de nombreuses sources de sursauts gamma dont la position dans le ciel ne correspond à aucun phénomène astronomique identifié.
Les 5 et 6 mars 1979, deux sursauts gamma sont détectés par les instruments de Venera 11 et 12, puis 11 secondes plus tard, par celui de Helios 2 et dans les secondes suivantes, par Pioneer Venus Orbiter et enfin par les satellites terrestres Vela, Prognoz et HEAO-2. La comparaison de l'heure d'arrivée des signaux permet de localiser leur source dans la constellation de la Dorade. Les signaux mesurés ne présentent pas les caractéristiques habituelles des sursauts gamma. La position de la source SGR 0525-66 coïncide avec le rémanent de la supernova N49 situé dans le Grand Nuage de Magellan. L’interprétation de cette découverte va être le sujet d'une controverse qui durera une dizaine d'années. Pour les uns, le rémanent ne peut être la source du rayonnement, car cet objet est situé dans une autre galaxie et la production du signal nécessiterait une quantité d'énergie trop élevée. D'autres soulignent que le signal présente des caractéristiques inhabituelles pour un sursaut gamma, ce qui sera confirmé par la suite avec l'identification d'un nouveau type de phénomène, le sursauteur gamma mou, dont SGR 0525-66 est le premier exemplaire découvert.

### CGRO (1991): l'origine extragalactique des sursauts gamma

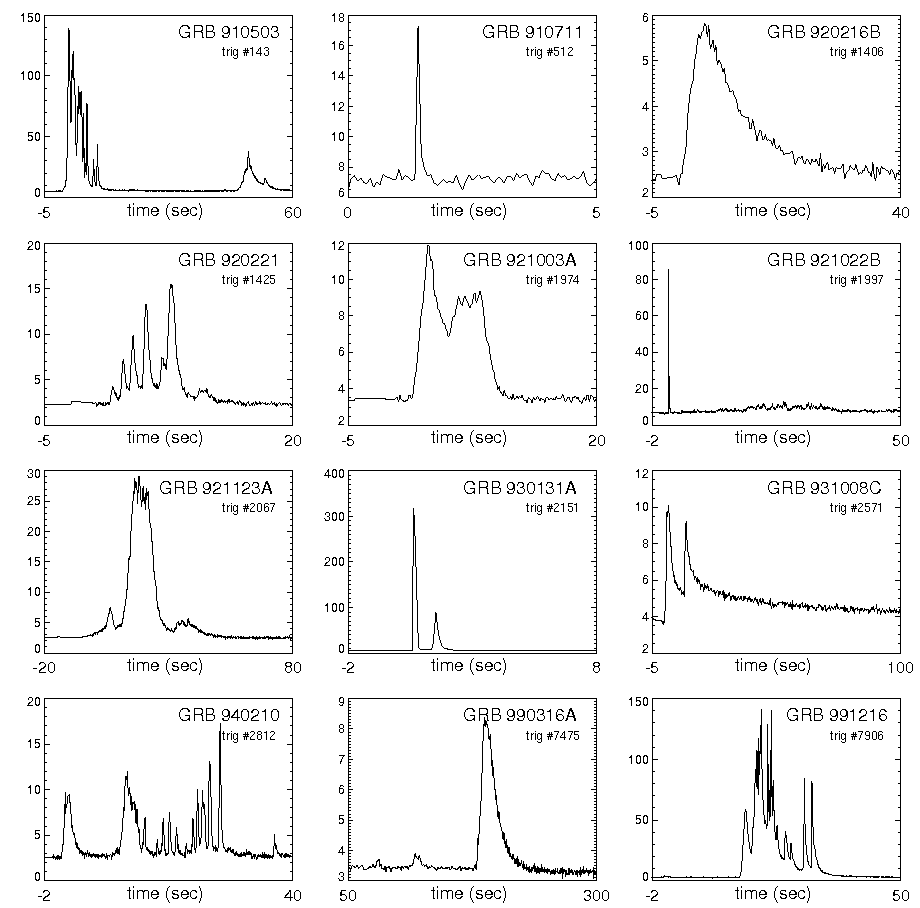
Courbes de lumière du rayonnement gamma de plusieurs sursauts gamma fournis par l'instrument BATSE : la forme des signaux varie fortement.

Jusqu’à la fin des années 1980, les données dont disposent les astronomes sur les sursauts gamma sont réduites : ceux-ci sont imprévisibles, leur éclat est très variable et leur spectre est non thermique. La NASA lance en 1991 un observatoire spatial de grande taille (il s'agit d'un de ses quatre « grands observatoires ») consacré à l'étude du rayonnement gamma. CGRO dispose de quatre instruments couvrant un spectre d'énergie très étendu, allant de 20 keV à 30 Gev. L'instrument BATSE permet de réaliser une carte de la distribution de 2 704 sursauts gamma dans le ciel (carte ci-dessous), ainsi qu'une étude statistique sur la durée des émissions gamma et les longueurs d’onde des pics d’énergies de leurs courbes de lumière. Ces données permettent deux avancées majeures. D'une part, elles permettent une première classification des sursauts gamma qui se répartissent en deux groupes distincts. La classification proposée se base sur la durée de l’événement et ses propriétés spectrales : les sursauts courts (dont le maximum d'émission est à très haute énergie) et les sursauts longs (qui ont un maximum spectral à plus basse énergie, typiquement vers 100 keV). Si la durée des premiers ne dépasse pas deux secondes (elle est plus typiquement de l’ordre de quelques dixièmes de secondes), les seconds peuvent être observés dans le ciel pendant quelques secondes, voire quelques minutes. Les plus longs ne sont cependant observables que pendant une vingtaine de minutes, ce qui explique la grande difficulté de leur localisation précise. La deuxième découverte, la plus importante, est que les sources se répartissent de façon isotropique sur la sphère céleste. Ce constat semble exclure que les sources des sursauts gamma se situent dans notre Galaxie, car, si c'était le cas, on devrait avoir une concentration dans la direction du plan galactique, et même du centre galactique, étant donné la position excentrée du Système solaire. Mais l'origine extragalactique, forcément beaucoup plus lointaine, est contestée, car elle impliquerait que le sursaut gamma soit associé à une explosion énergétique gigantesque qu'aucun processus astronomique ne peut expliquer.
Ces données contradictoires divisent la communauté astronomique. La controverse se cristallise dans le débat qui oppose, en 1995, Bohdan Paczyński partisan d'une origine extragalactique et Donald Q. Lamb, qui considère que le phénomène est généré par des étoiles à neutrons situées à la périphérie de notre Galaxie. Selon Lamb et les partisans de cette théorie, le caractère isotropique des sursauts gamma serait expliqué par la présence d'étoiles à neutrons dans le halo galactique de la Voie lactée qui, grâce à leur vitesse, se sont échappées du disque de notre Galaxie. Pour permettre de trancher, il faudrait disposer d'instruments capables de mesurer la distance.

BATSE
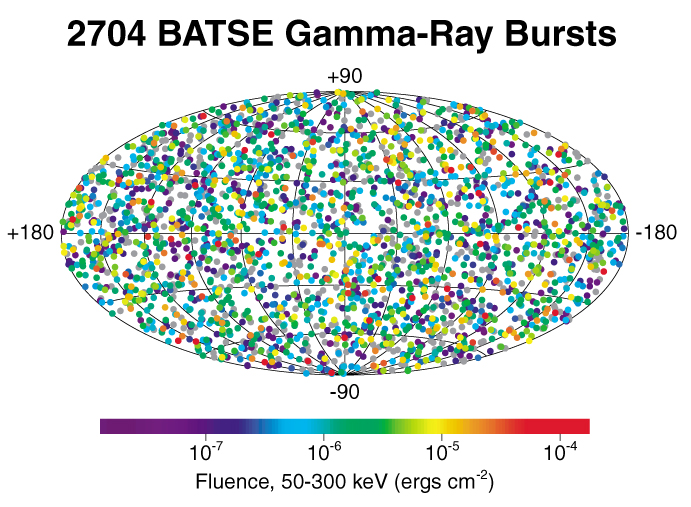
Sources des sursauts  gamma fournis par l'instrument BATSE  de l'observatoire spatial CGRO (la couleur correspond à l'énergie totale reçue).
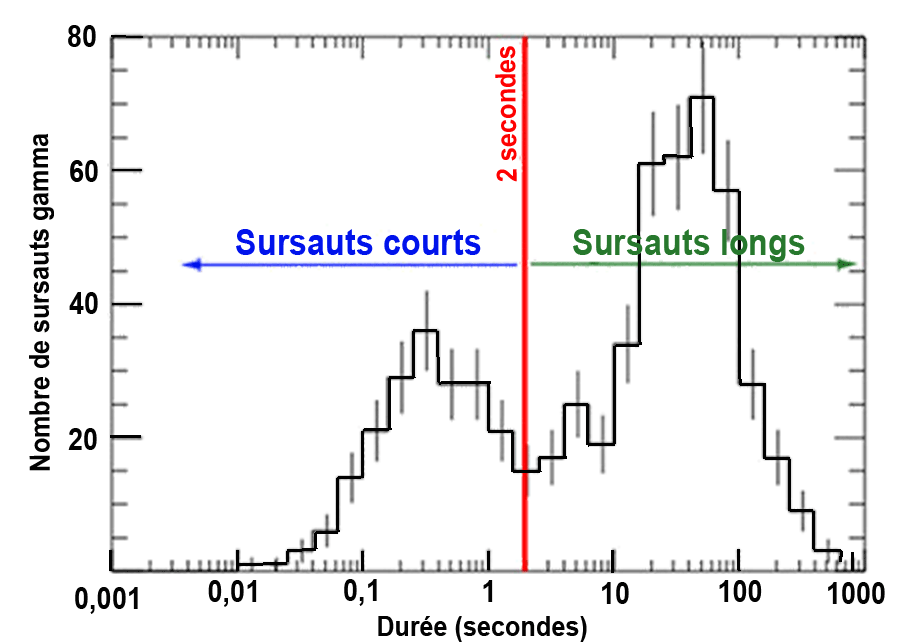
Répartition des sursauts gamma (nombre de sursauts en ordonnée) observés par BATSE en fonction de la durée (en abscisse) : deux classes de sursaut gamma peuvent être distinguées.

### BeppoSAX (1996): découverte des contreparties X et optique, mesure des distances, hypothèses sur l'origine du phénomène

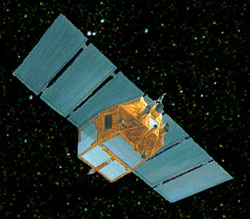
L'observatoire Beppo-SAX (vue d'artiste).

Placé en orbite le 30 avril 1996, Beppo-SAX est un observatoire spatial italo-hollandais équipé à la fois de détecteurs de rayonnement gamma et de détecteurs de rayons X dotés d'une bonne résolution angulaire (1,2 minute d'arc pour un rayonnement X ayant une énergie de 6 keV), ce qui lui permet de fournir une position suffisamment précise de la source d'un sursaut gamma. Plus crucial encore, la chaine de transmission des alertes aux observatoires terrestres a été optimisée et ceux-ci disposent de la position d'un sursaut gamma quelques heures après son apparition, alors que ce délai se chiffrait en jours pour le réseau IPN. Celui-ci n'est pas destiné à l'observation des sursauts gamma, mais ses caractéristiques vont permettre d'effectuer une percée décisive. Le 28 février 1997, les instruments de Beppo-SAX détectent le sursaut gamma  GRB 970228, puis observent quelques heures plus tard une nouvelle source de rayonnement X dont la position est fournie avec une précision de 50 secondes d'arc. Pour la première fois, une rémanence du phénomène était observée dans une autre longueur d'onde. L'information est relayée aux observatoires terrestres et une contrepartie optique (en lumière visible), qui disparaît moins d'une semaine plus tard, est découverte sur une photographie prise le même jour par le télescope William-Herschel, implanté dans les îles Canaries. La position de GRB 970228 a été obtenue avec une précision d'une seconde d'arc, ce qui permet au télescope Hubble de découvrir à cet emplacement une tache floue bleuâtre que la plupart des spécialistes identifient comme une galaxie lointaine. Cette découverte semble confirmer l'origine extra galactique des sursauts gamma, mais les opposants à cette théorie argumentent qu'il pourrait s'agir de la rémanence d'une étoile à neutrons bien plus proche. La découverte de ces émissions rémanentes constitue une percée décisive, car dans ces gammes d'ondes les observations sont plus faciles et la durée de cette émission se poursuit, bien qu'en s'affaiblissant, pendant des jours sinon des semaines. Les astronomes en observant les contreparties optique et X des sursauts vont pouvoir déterminer précisément la position et la distance des sources, et donc l'énergie émise, effectuer un rapprochement avec les autres objets célestes présents, et réaliser une analyse spectroscopique poussée,,.
Le 8 mai 1997 la théorie intra-galactique est définitivement mise hors course à la suite de la détection par BeppoSax d'un nouveau sursaut gamma, dont la contrepartie optique peut être observée par Keck II, à l'époque le plus grand télescope du monde, avec son miroir de dix mètres de diamètre. Les astronomes obtiennent un spectre de la rémanence de GRB 970508, dans lequel ils identifient sans ambiguïté les raies spectrales du fer et du magnésium sous forme gazeuse. Celles-ci présentent un décalage vers le rouge de 0,83, qui permet d'en déduire la distance de leur source : GRB 970508 se situe à environ 6 milliards d'années-lumière. Un signal radio est également détecté en provenance du même site. Les astronomes déduisent de la forme du signal que sa source se déplace à une vitesse proche de celle de la lumière. Fin 1998, plus de 20 sursauts gamma ont été localisés avec une précision de quelques minutes d'arc et, pour six d'entre eux, la distance a été établie grâce à la mesure du décalage vers le rouge du rayonnement. Ces observations réfutent définitivement la théorie d'une source située dans la Voie lactée (notre Galaxie), mettant fin à une polémique qui dure depuis une décennie.
Le 23 janvier 1999, le sursaut gamma GRB 990123 (en), d'une intensité particulièrement élevée, est détecté par l'instrument BATSE de l'observatoire spatial CGRO. Moins de 22 secondes plus tard, un premier instrument au sol est braqué sur la contrepartie optique qui a pu être identifiée. L'énergie libérée est évaluée à 1043 joules par seconde soit mille fois plus que le quasar le plus lumineux, cent billiards (1017) de fois plus que notre Soleil, ou encore un million de fois plus que notre Galaxie tout entière. La source, qui se situe à neuf milliards d'années-lumière, apparaît comme un objet d'une magnitude apparente de 9. La forte intensité du signal et l'intervention rapide des observatoires terrestres et spatiaux, dont le télescope Hubble, permettent de collecter de nombreuses informations. L'analyse des résultats par les astronomes leur permet de conclure que le sursaut gamma émet son rayonnement dans un faisceau étroit, et qu'en conséquence le phénomène n'est visible depuis la Terre que si ce faisceau est dirigé vers celle-ci,,,.

Les sursauts gamma ayant joué un rôle clé dans la compréhension de ce phénomène
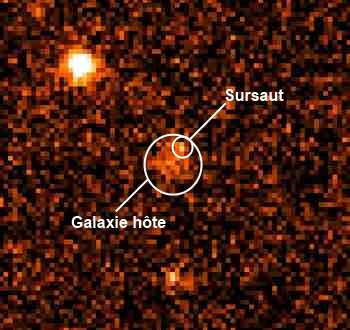
Image de la zone du ciel où est située la rémanence en lumière visible du sursaut gamma GRB 970228 prise par le télescope spatial Hubble. Sa position se superpose pratiquement avec celle d'une galaxie mais les tenants de l'origine galactique ne seront définitivement convaincus qu'avec la découverte de GRB 970508.
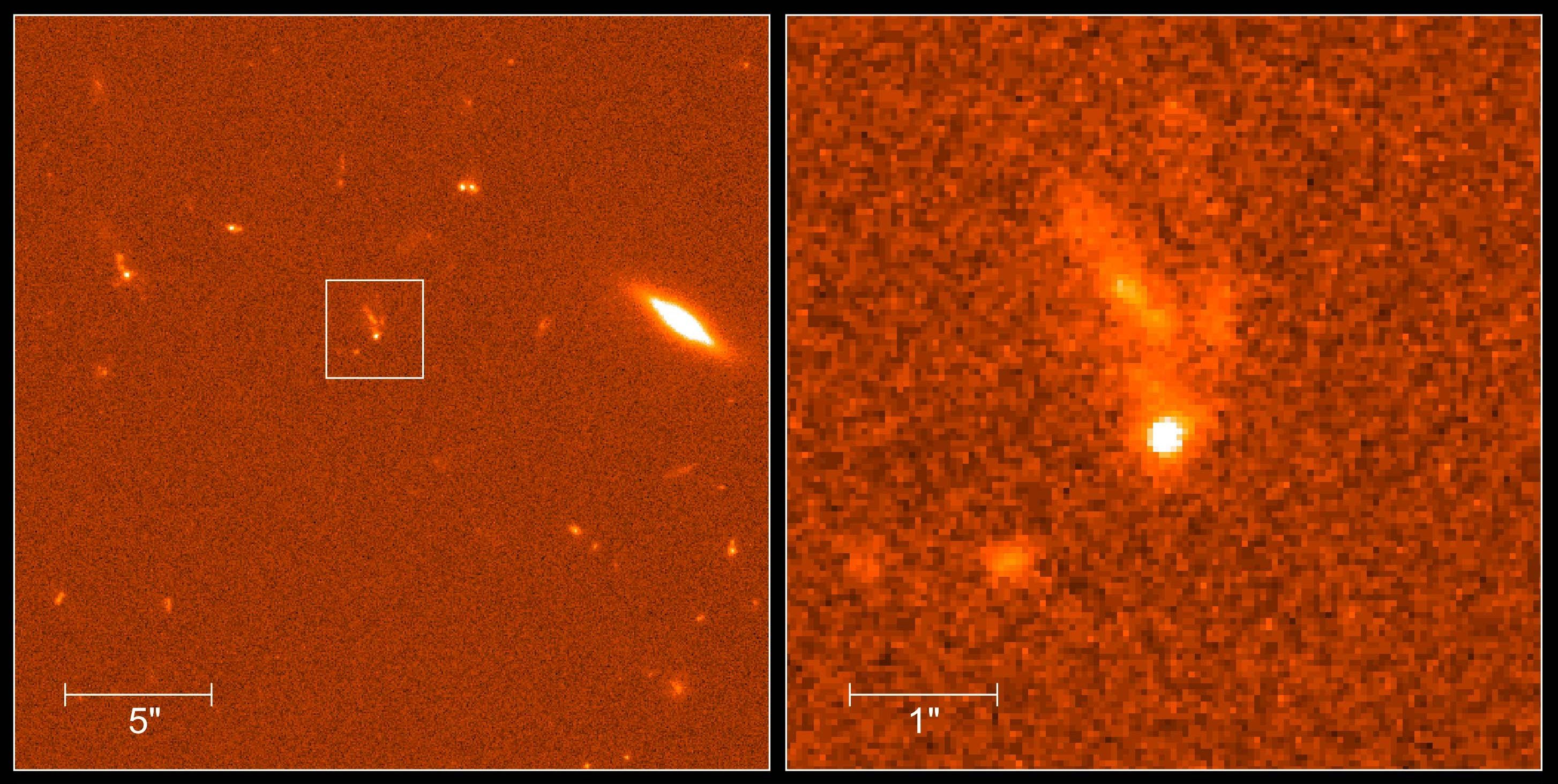
La contrepartie optique du sursaut gamma GRB990123, image prise par le télescope spatial Hubble le 23 janvier 1999, d'une intensité exceptionnelle débouche sur l'hypothèse d'un faisceau de rayonnement étroit.

### L'observatoire spatial HETE: confirmation du rôle des collapsars (2002)
En octobre 2000, la NASA lance l'observatoire gamma HETE-2 développé avec notamment une participation instrumentale japonaise et française. Cet engin spatial est le premier observatoire uniquement consacré à l'étude des sursauts gamma. Dans ce but, il dispose de détecteurs de rayons gamma et X permettant de localiser les sursauts gamma avec une précision d'environ 10 secondes d'arc presque en temps réel, et de transmettre leur position directement à un réseau de récepteurs situés dans les observatoires au sol permettant des programmes de suivi rapides et sensibles dans les domaines radio, IR et visible. Le 4 octobre 2002, il observe le sursaut gamma long GRB021004 d'une durée de 100 secondes, dont il transmet la position quelques secondes plus tard aux observatoires de la Terre entière. De nombreux télescopes sont pointés quelques minutes après l'extinction du rayonnement gamma sur la position communiquée. Leurs observations du rayonnement rémanent confirment la théorie qui associe les sursauts gamma longs et les collapsars c'est-à-dire l'effondrement d'une étoile géante donnant lieu à la création d'un trou noir,

### Swift: étude systématique
Swift, lancé en 2004, est  un télescope spatial multi spectral (rayons gamma, rayons X, ultraviolet, lumière visible) développé par l'agence spatiale américaine, la NASA, avec des contributions importantes de l'Italie et du Royaume-Uni. Il prend la suite d'HETE-2, mais avec des instruments permettant des observations plus poussées. L'engin spatial comprend un télescope gamma à masque codé BAT qui permet l'observation d'un huitième de la sphère céleste et la localisation de la source du sursaut gamma à quelques minutes d'arc près. Cet instrument est combiné avec un télescope rayons X XRT et un télescope optique (lumière visible/ultraviolet) UVOT co-alignés qui sont pointés automatiquement quelques secondes après la détection du sursaut et fournissent une position précise à 0,3 seconde d'arc lorsqu'une contrepartie optique est trouvée . En moins de 90 secondes une position précise est fournie aux autres observatoires terrestres et spatiaux. Swift a observé plus de 1 000 sursauts gamma début 2016 et est toujours opérationnel. Il a permis de déterminer la contrepartie X et visuelle de nombreuses sources situées dans des galaxies lointaines et de confirmer que la plupart des sursauts gamma sont associés soit à l'effondrement d'une étoile géante aboutissant à la formation d'un trou noir ou d'une étoile à neutrons (sursauts longs), soit à la fusion de deux étoiles à neutrons binaires (sursauts courts). Le comportement de cette émission rémanente a pu être ainsi précisé : après une première phase de décroissance rapide, existe un plateau, puis une nouvelle décroissance au bout de quelques heures. L'interprétation de cette évolution en trois phases n'a pas encore trouvé une explication précise.

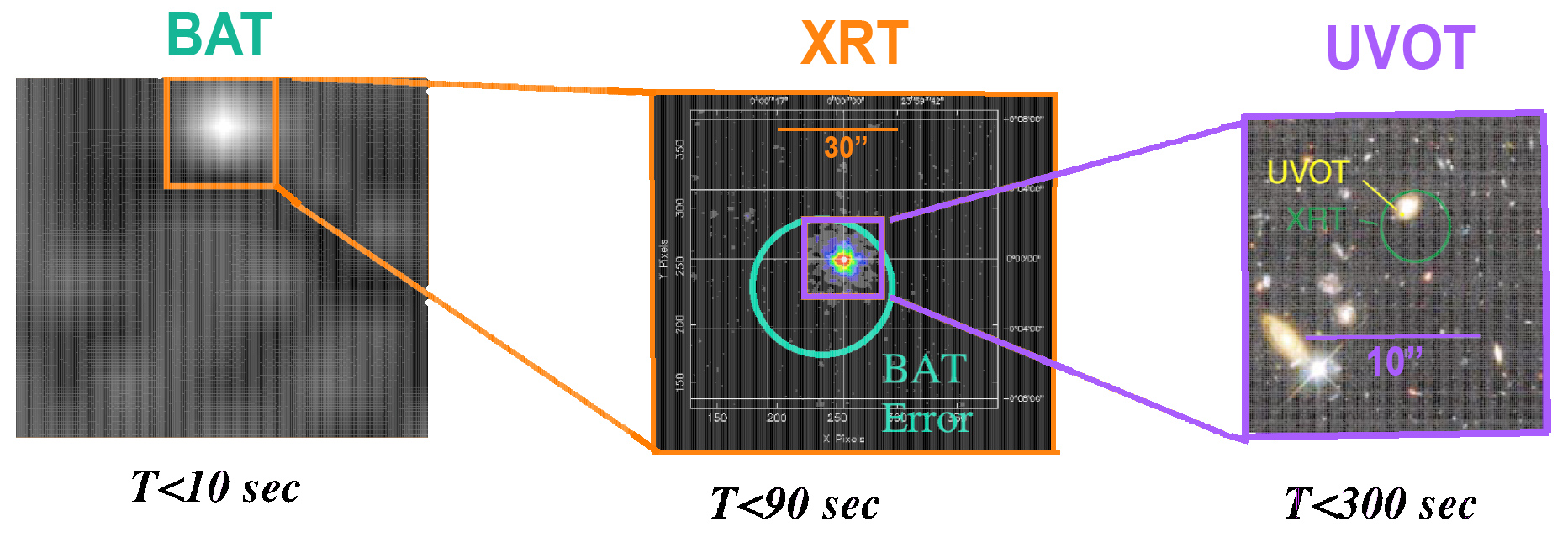
Les trois instruments de l'observatoire spatial Swift - rayons gamma (BAT), rayons X (XRT) et visible ultraviolet (UVOT) - permettent de localiser de manière rapide et précise le sursaut gamma.

### MissionSvom: satellite franco-chinois de recherche (2024)
La mission franco-chinoise Svom (Space-based multi-band astronomical Variable Objects Monitor) lance en juin 2024 un satellite de 930 kilos, équipé de deux instruments de recherche français et de deux instruments de recherche chinois, à l'aide d’une fusée chinoise Longue Marche 2-C depuis la base de Xichang. Le satellite, placé en orbite terrestre à 625 km d’altitude permettra une détection précise des sursauts et enverra une alerte à une équipe d’astreinte 24 heures sur 24, qui devra en moins de cinq minutes déclencher un réseau de télescopes au sol qui s’aligneront précisément dans l’axe de la source de l'évènement, pour des observations plus approfondies. Le satellite a aussi la capacité de modifier en quelques minutes son orientation pour compléter l'étude de la source avec ses instruments fonctionnant dans le spectre des rayons X, infrarouge et visible. La durée de la mission est de 3 ans avec une extension possible de 2 ans,.

## Origine
Les sursauts gamma sont liés aux stades ultimes de l’évolution stellaire et aux trous noirs. Les disparités observées entre les sursauts longs et les sursauts courts ont conduit depuis longtemps à penser que les astres à l’origine des sursauts gamma, les progéniteurs, devaient être en fait de deux natures différentes.
On pense depuis 1998 que les sursauts longs (les plus étudiés) sont liés à la mort d’étoiles massives, phénomène appelé supernova. Ce fait a été confirmé par l’observation de plusieurs sursauts gamma associés à des supernovas de type Ib/c en 2003. Si l'on ne sait pas encore clairement pourquoi toutes les étoiles massives ne produisent pas de sursauts gamma, on est certain en revanche que certaines étoiles massives en produisent, et que ces sursauts nous sont visibles uniquement parce que nous nous trouvons dans la ligne de visée d’un jet de matière éjectée à des vitesses fantastiques (de l’ordre de 99,995 pour cent de la vitesse de la lumière). C’est le choc de cette matière avec le milieu interstellaire qui produit l’émission rémanente. On suppose que ces jets sont produits par un trou noir en formation lors de la mort de l’étoile massive.
La nature des sursauts courts a été plus mystérieuse pendant longtemps. C’est finalement en 2005, grâce à des observations de HETE-2 que la position précise d’un sursaut court a pu être obtenue. Grâce à elle, il a été possible de montrer que les caractéristiques des galaxies contenant les sursauts gamma courts sont très différentes de celles des galaxies contenant les sursauts gamma longs. Ceci a privilégié l’hypothèse que le progéniteur des sursauts courts n’est pas une étoile massive, mais une binaire contenant des objets compacts (étoile à neutrons ou trou noir). Ces binaires rayonnent de l’énergie sous forme d’ondes gravitationnelles et peu à peu se rapprochent. Lorsqu'ils deviennent trop proches l’un de l’autre, les objets compacts fusionnent, donnant naissance à un trou noir. C’est cette naissance qui serait annoncée à travers l’Univers par un bref flash de photons gamma.

### Le sursaut GRB 211211A
Le sursaut GRB 211211A, observé le 11 décembre 2021 par le télescope spatial Swift, est une explosion lumineuse très énergétique survenue il y a près d'un milliard d'années. Sa durée (une cinquantaine de secondes) le classe parmi les sursauts longs mais son spectre électromagnétique est celui d'une kilonova, signature classique d'une fusion d'étoiles à neutrons. Une explication avancée en 2022 est la formation d'un magnétar après cette fusion, mais en 2023 la question reste ouverte,.

## Les sursauts gamma pour mieux comprendre la formation des étoiles
Les sursauts gamma longs sont directement liés aux étoiles, et il est possible d’étudier la naissance des étoiles à partir de l’étude des sursauts gamma. La luminosité qui les caractérise permet en effet de les détecter jusqu’aux confins de l’Univers. Or, une propriété remarquable de la lumière est sa vitesse finie : les photons que nous recevons des sursauts gamma les plus lointains ont été envoyés il y a plus de 10 milliards d’années (le temps qu’ils ont mis pour nous rejoindre), et nous montrent l’Univers tel qu’il était à ce moment-là. Nous pouvons dès lors étudier ces époques révolues et mieux comprendre comment se sont formées les étoiles anciennes, comment elles ont évolué et comment elles ont influencé le contenu de l’Univers. L'immense avantage des sursauts gamma par rapport aux autres méthodes de détection d'objets lointains est la forte luminosité du phénomène. Le sursaut le plus lointain détecté en 2009 (GRB 090423) a émis sa lumière il y a près de 13,035 milliards d'années, à un moment où l'Univers n'avait que 630 millions d'années.

## Les sursauts gamma en détail: le modèle de la boule de feu

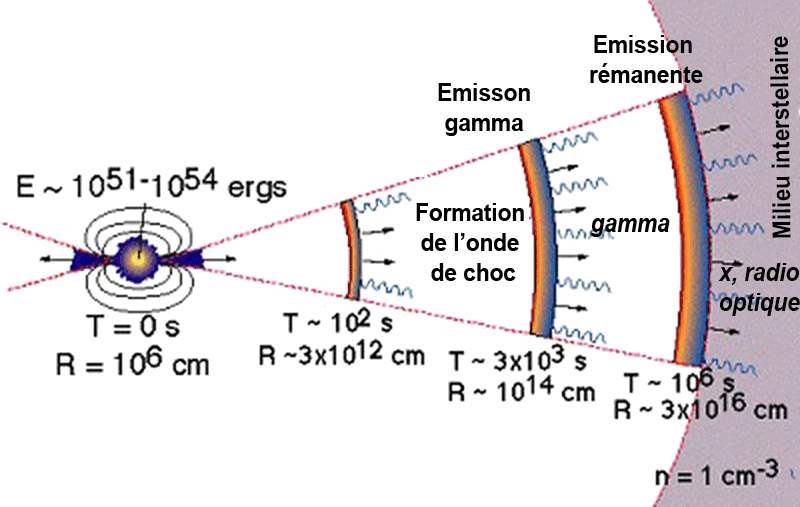
Le modèle de la boule de feu.

Le modèle le plus souvent utilisé pour expliquer le phénomène des sursauts gamma se nomme le modèle de la boule de feu. Dans ce modèle, un progéniteur va expulser de la matière à des vitesses ultrarelativistes. Cette matière est composée presque uniquement d’électrons. L’énergie contenue dans les autres particules (protons) est en quelque sorte piégée, et donc perdue pour produire du rayonnement (on pense toutefois que ces protons accélérés font partie des rayons cosmiques observés par les astrophysiciens, voir le paragraphe ci-dessous).
La boule de feu n’est pas quelque chose d’homogène. Outre le fait qu’elle doit avoir une géométrie (on parle de jets de particules focalisés dans notre direction), l’éjection n’est pas continue, mais se fait par spasmes : la « boule de feu » est composée de couches successives, qui voyagent à des vitesses différentes correspondant à des facteurs de Lorentz compris entre 50 et 500, c'est-à-dire très proches de la vitesse de la lumière. Lorsque deux couches se rejoignent (la plus rapide rattrapant l’autre), cela forme un choc semi-relativiste dit interne, à l'origine d'une brusque émission de photons gamma. C’est cette course poursuite des diverses couches de matière qui est responsable de l’émission prompte, avec sa grande variabilité temporelle correspondant à une multitude de chocs internes.
La boule de feu, lors de son expansion, va également balayer le milieu environnant le progéniteur du sursaut. Un choc dit ultrarelativiste se forme. Lors de cette interaction, la boule de feu est freinée par le milieu et va se mettre à rayonner de l’énergie à toutes les longueurs d’onde. Ce rayonnement est l’émission rémanente.
À ces deux mécanismes se rajoutent d’autres composantes liées à la dynamique des fluides choqués (une onde de choc en retour se propage, par exemple, dans les parties internes de la boule de feu lors de l’interaction avec le milieu externe), ou à la mécanique quantique (telles que des composantes inverse Compton), qui compliquent l’étude globale du rayonnement de la boule de feu. Cependant, puisque l’émission rémanente est due à l’environnement du progéniteur, c’est l’étude de cette émission qui est privilégiée pour connaître les conditions régnant autour des étoiles responsables des sursauts gamma.
Ce mécanisme global n'explique pas comment est produit le jet de matière à l'origine de la boule de feu, et plusieurs explications sont possibles. Parmi elles, une forte rotation stellaire semble être nécessaire pour que le jet issu des zones centrales de l'étoile massive puisse percer l'enveloppe stellaire et être observable. Il faut noter également que l'essentiel de l'énergie qui est émise lors des événements sources des sursauts gamma l'est sous forme d'ondes gravitationnelles et de neutrinos.

## Accélération de particules et sursauts gamma
Les sursauts gamma font partie des rares objets astrophysiques capables d'accélérer des particules jusqu'à des énergies supérieures à 1019 eV, au même titre que les noyaux actifs de galaxies ou les vents de pulsars. Ils pourraient apporter une solution au problème de la génération et de l'origine des rayons cosmiques d’ultra haute énergie qui sont observés dans l'environnement terrestre. Même si de nombreuses questions non résolues subsistent quant aux détails des processus d'accélération, il semble que les processus d'accélération de Fermi relativistes soient les plus efficaces,. Plusieurs possibilités sont envisagées et l'accélération des particules peut se produire en avant du jet, c'est-à-dire au voisinage du choc externe ultra-relativiste, mais également à l'intérieur même du jet dans les chocs internes, ou bien sur les côtés du jet (modèle d'accélération sans choc). Seules des observations plus fines dans le domaine gamma (MeV - TeV) permettront d'affiner les différents modèles qui restent tous très dépendants de la structure du champ magnétique (intensité et niveau de turbulence) au sein de ces objets.

## Extinction massive
Les sursauts gamma sont une cause possible d'extinction massive sur Terre. Des simulations informatiques montrent qu'un sursaut gamma survenant dans un rayon de 6 500 années-lumière autour de la Terre pourrait causer un appauvrissement de la couche d'ozone, des pluies acides, ainsi qu'un refroidissement climatique. Un sursaut gamma aurait ainsi pu causer l'extinction Ordovicien-Silurien.

## Sursauts gamma remarquables

GRB 060218.

Ces sursauts particuliers ont longtemps été confondus avec les supernovæ et hypernovæ ; en voici une liste partielle :
- GRB 670702 : Premier sursaut gamma détecté par les satellites espions du projet Vela de l'United States Air Force, alors qu'ils vérifiaient que le traité 1963 n'était pas violé par l'URSS.
- GRB 971214 : (1SAX J1156.4+6513) observé en 1997, George Djorgovski estime son énergie à une centaine de supernova.
- GRB 970228 : première détection de l'émission rémanente d'un sursaut gamma le 28 février 1997 par Beppo-SAX d'une durée de 80 secondes dans la constellation d'Orion.
- GRB 970402 : observé le 2 avril 1997 constellation du Compas.
- GRB 970508 : observé le 8 mai 1997 à 21:42 UTC pendant 15 secondes par Beppo-SAX.
- GRB 980425 : observé le 25 avril 1998 à 21:49 UTC, première détection d'une supernova associée à un sursaut gamma.
- GRB 990123 (en) : observé le 23 janvier 1999 par BeppoSAX.
- GRB 991216 : dit Beethoven Burst observé le 16 décembre 1999 par le Dr Brad Schaefer de l'université Yale.
- GRB 000131 (en) : observé le 31 janvier 2000 à 14:59 UTC par WIND, Ulysses, NEAR Shoemaker et BATSE.
- GRB 011211 (en) : observé le 11 décembre 2001 à 19:09:21 UTC par BeppoSAX pendant 270 secondes.
- GRB 020813 (en) : observé le 13 août 2002 à 02:44 UTC par High Energy Transient Explorer.
- GRB 070707 : observé en octobre 2002[34].
- GRB 030329 (en) : observé le 23 mars 2003 à 11:37 UTC par HETE pendant 25 secondes dans la constellation du Lion.
- GRB 050509b (en) : première localisation précise d'un sursaut gamma court observé le 9 mai 2005 par SWIFT.
- GRB 050709 (en) : observé le 9 juillet 2005 à 22:36:37 UTC par High Energy Transient Explorer.
- GRB 050904 (en) : observé le 4 septembre 2005 dans la constellation des Poissons, c'est la plus lointaine étoile solitaire détectée de façon certaine (type long sursaut gamma).
- GRB 051221A (en) : observé le 21 décembre 2005 par SWIFT.
- GRB 060218 (en) : observé le 18 février 2006 dans la constellation du Bélier.
- GRB 070714B (en) : observé le 14 juillet 2007 à 04:59:29 UTC par SWIFT dans la constellation du Taureau pendant 3 secondes.
- GRB 070125 (en) : observé le 25 janvier 2007, 1 mois après il est détecté par Large Binocular Telescope, type hypernova.
- GRB 070714B (en) : observé le 14 juillet 2007 à 04:59 UTC par SWIFT pendant 3 secondes.
- GRB 080916C (en) : observé le 16 septembre 2008 par la mission Fermi Gamma-ray Space Telescope, GRB 080916C est à ce jour le sursaut gamma détecté à la deuxième plus haute énergie observable (TeV). Il se situe dans la constellation de la Carène et a émis sa lumière il y a 12,2 milliards d'années[35].
- GRB 080913 (en) : observé le 13 septembre 2008 par SWIFT dans la constellation d'Éridan, c'est un type de supernova.
- GRB 090423 : observé le 23 avril 2009 à 07:55 UTC, d'une durée de 10 secondes, c'est le plus lointain sursaut gamma détecté à ce jour[36].
- GRB 100621A (en) : observé le 21 juin 2010 par SWIFT non loin de la Voie lactée.
- GRB 110328A (en) : observé le 28 mars 2011 par SWIFT.
- GRB 151027B : observé le 27 octobre 2015 par SWIFT dans la constellation d'Éridan, à plus de 12 milliards d'années-lumière.
- GRB 160821B : observé le 21 août 2016 à la fois par Hubble et par SWIFT, est une kilonova, fusion de deux étoiles à neutrons[37].
- GW 170817 : le 17 août 2017, fusion de deux étoiles à neutrons au sein de la galaxie NGC 4993, première détection d'ondes gravitationnelles pour laquelle une contrepartie électromagnétique a été détectée.
- GRB 211211A : le 11 décembre 2021, premier sursaut de longue durée mais présentant le spectre électromagnétique d'un sursaut court.
- GRB 221009A (en) : observé le 9 octobre 2022, détecté en lumière visible et en rayons gamma, sursaut gamma le plus puissant jamais enregistré (18 TeV). Ces photons ultra-énergétiques pourraient provenir de l'interaction des rayons cosmiques d'ultra-haute énergie (UHECR) avec le fond lumineux extragalactique, le flux UHECR étant lui-même entretenu par le sursaut, ce qui expliquerait aussi l'absence d'un flux significatif de neutrinos et l'absence de particularités du spectre électromagnétique[38],[39].
- GRB 230307A (en) : observé le 7 mars 2023 par le télescope spatial Fermi, c'est le deuxième GRB le plus brillant observé en plus de 50 ans d'observations, environ 1 000 fois plus lumineux qu'un sursaut gamma typique, et il a duré 200 s. Il a aussi été observé en rayons X, dans le visible, dans l'infrarouge et dans les fréquences radio : le signal optique et infrarouge était de faible intensité et évoluait rapidement dans le temps, en passant du bleu au rouge avec toutes les caractéristiques d'une kilonova résultant de la fusion de deux étoiles à neutrons. Le spectre de la source présente également de larges raies qui montrent que le matériau est éjecté à grande vitesse, et celles caractéristiques du tellure : c'est la première fois qu'un élément aussi lourd est détecté dans le spectre d'un GRB. Les observations dans l'infrarouge ont permis de localiser la kilonova, à environ 120 000 al de la galaxie spirale dont la paire d'étoiles à neutrons avait été éjectée[40],[41].

Pour les Russes, voir les missions des fusées Voskhod & Zenit dit « Kosmos » ; par exemple, Kosmos 428 a détecté une GRB en 1971.